# شهرستان بولت (کنتاکی)
شهرستان بولت، کنتاکی (به انگلیسی: Bullitt County, Kentucky) یک سکونتگاه مسکونی در ایالات متحده آمریکا است که در کنتاکی واقع شده‌است.

## خصوصیات
شهرستان بولت ۷۷۷٫۰ کیلومترمربع مساحت دارد.